# Distrito de Nanhai

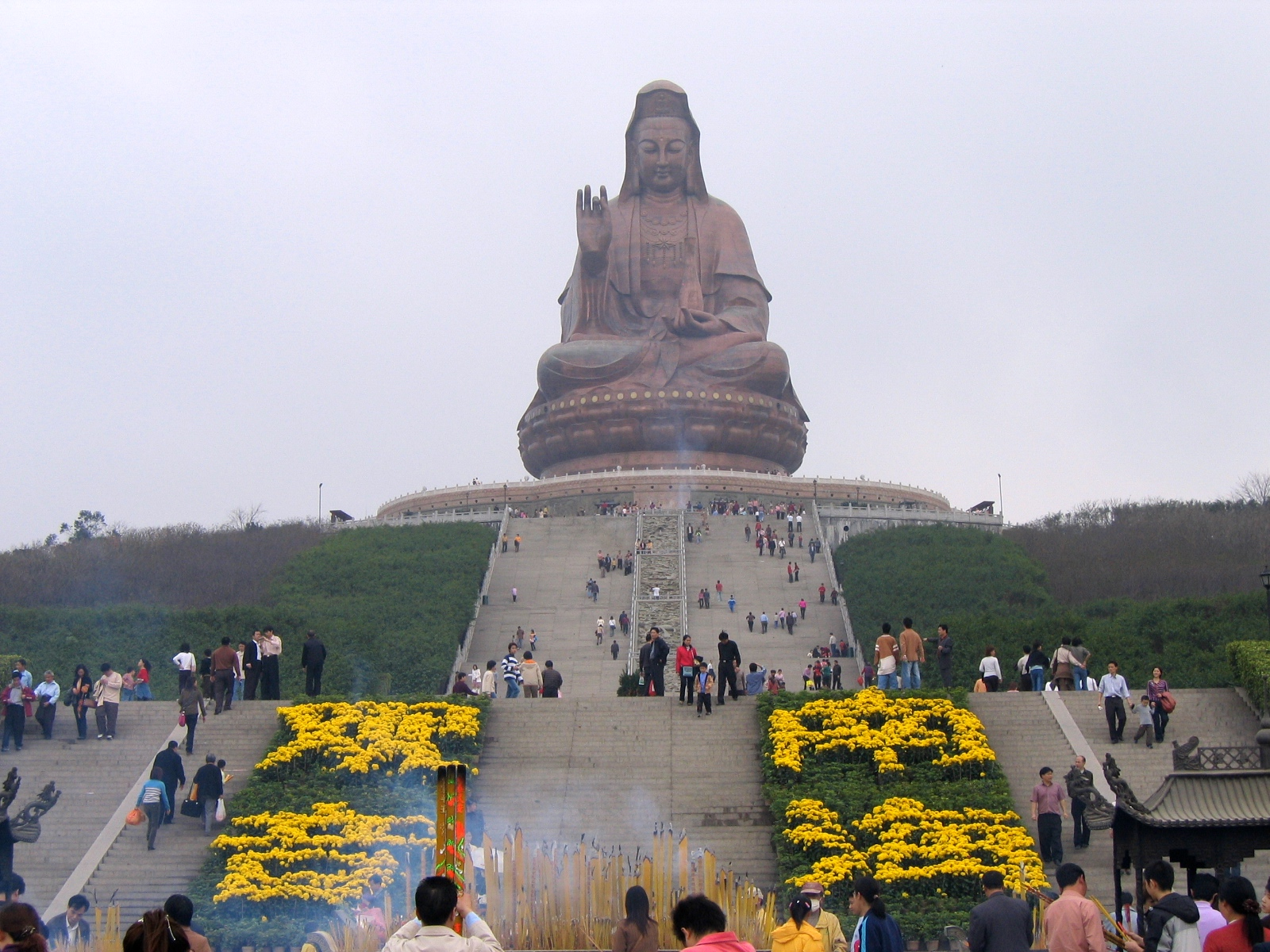
Estátua de Guan Yin na montagem Xiqiao, em Nanhai

O Distrito de Nanhai (em chinês: 南海区; em pinyin: Nánhǎi Qū) é uma Prefeitura com nível de cidade da cidade de Foshan, na província de Guangdong, na China do sul.

## Administração
Nanhai era uma cidade do condado-nível de Foshan até 8 de dezembro de 2002, quando se transformou em um distrito da cidade-nivel de Foshan.

## História
A cidade foi criada em 1271 por dois irmãos que carregavam os ossos dos pais. Estavam fugindo para o sul dos Mongols em uma jangada de bambu quando uma tempestade violenta caiu, então os irmãos se estabeleceram nas terras da atual Nanhai, onde hoje está um santuário. Esta área foi nomeada Ponto da Jangada Quebrada.

## Pessoas famosas de Nanhai
- Wong Fei Hung
- Kang Tongbi
- Kang Youwei